# Thierry Laborde
Pour les articles homonymes, voir Laborde.
Thierry Laborde, né le 17 décembre 1960, est un banquier français.
Il rejoint la BNP en 1982 et fait une grande partie de sa carrière au sein de la banque de détail de BNP Paribas en France. En février 2021, il est nommé directeur général délégué du groupe BNP Paribas.

## Formation
Thierry Laborde est diplômé d’économie,.

## Carrière au sein de BNP Paribas
Thierry Laborde commence sa carrière comme banquier à la BNP en 1982, à Manosque.
En 1999, il devient directeur du réseau d’agences de Strasbourg, et en 2001, directeur du réseau du Sud Est de la France.
En 2013, il devient PDG de BNP Paribas Finance.
En 2015, il succède à François Villeroy de Galhau au poste de directeur général adjoint du groupe, chargé des marchés domestiques (c'est-à-dire les réseaux de banques commerciales en France, Italie, Belgique, Luxembourg, la banque en ligne Hello Bank ! ainsi que plusieurs activités dites "spécialisées" : Arval, BNP Paribas Leasing Solutions et BNP Paribas Personal lnvestors).
Il y accélère la numérisation des services bancaires et extra-bancaires pour les clients et conduit l’acquisition de plusieurs fintechs dont Floa (facilités de paiement) et Kantox (automatisation de la gestion des devises pour les entreprises).
En 2020, durant la pandémie de Covid-19, il s’implique dans la mise en œuvre des dispositifs d’aide comme le Prêt garanti par l’État et le Prêt Participatif Relance en intervenant dans les médias pour rassurer les entreprises françaises et expliquer les solutions mises à leur disposition. 
En 2021, Thierry Laborde est nommé directeur général délégué, responsable du pôle Commercial, Personal Banking and Services (CPBS),, qui regroupe (en plus des marchés domestiques et des métiers spécialisés), les réseaux de banques commerciales hors de la zone euro ainsi que BNP Paribas Personal Finance.
Il est en particulier très impliqué dans les projets de croissance autour des paiements et de la mobilité durable (financement des infrastructures, accompagnement des acteurs de la filière automobile, services de mobilité durable aux collaborateurs des entreprises clientes et aux particuliers), qui sont deux axes de la stratégie 2025 de BNP Paribas,.
Il joue également un rôle dans la reconduction du dernier accord entre BNP Paribas et la Fédération Française de Tennis, pour le tournoi de Roland Garros,,.

## Publications
- Paiement instantané : un phénomène sociétal dans un monde qui change, Annales des mines – Réalités Industrielles, novembre 2017[16].